# Haus Küchen (Mülheim)

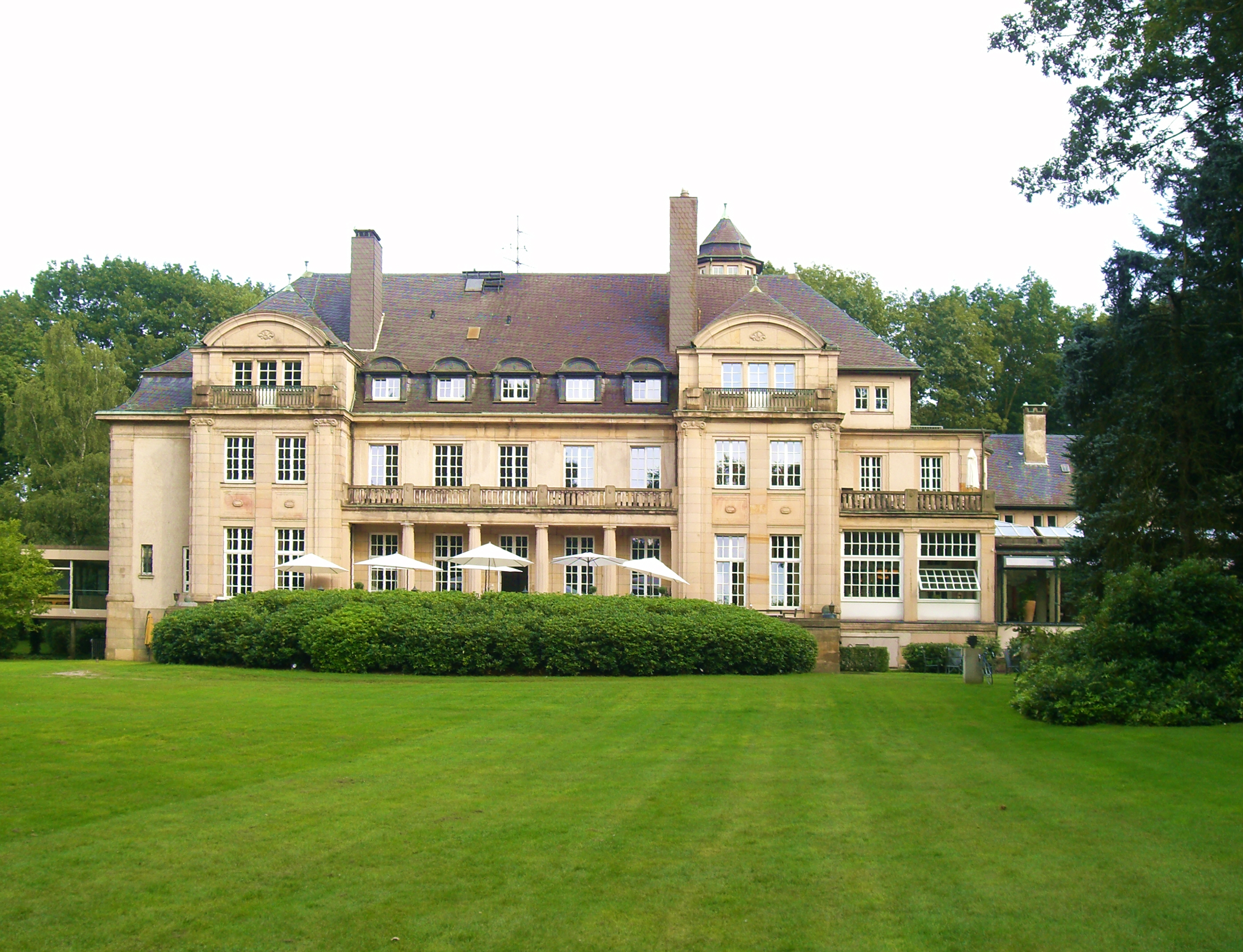
Haus Küchen

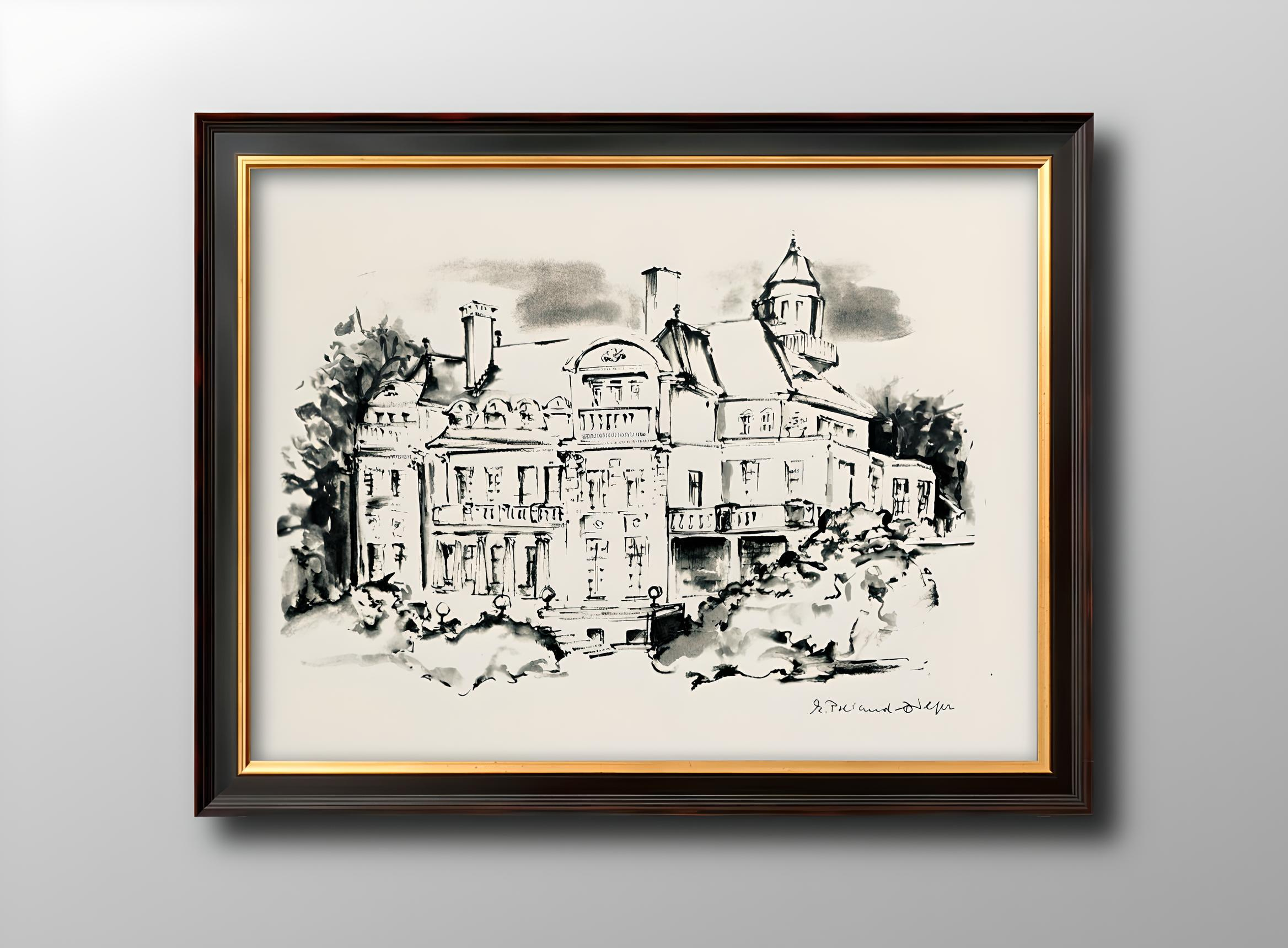
Villa Gerhard Küchen - Ruhrtalstadt Mülheim - Uhlenhorst, Zeichnung von Edith Polland-Dülfer

Haus Küchen ist eine historische Unternehmervilla im Waldgebiet Uhlenhorst zwischen Mülheim an der Ruhr und Duisburg.
Das Landhaus wurde 1913 durch den Kommerzienrat Gerhard Küchen, einem Enkel von Mathias Stinnes, errichtet. Das Landhaus wurde nach Plänen des Mannheimer Architekten Rudolf Tillessen erbaut.
Das dreigeschossige, quergelagerte Hauptgebäude hat eine Nutzfläche von 3800 m². Im Erdgeschoss befinden sich rund um einen gewölbten Korridor eine Reihe der zur damaligen Zeit üblichen Repräsentationsräume: Halle, Herrenzimmer, Salon, Musikzimmer und Speisesaal. Diese Räume befinden sich heute noch im Originalzustand. Der Wirtschaftsflügel ist leicht versetzt hinter dem Turm angeordnet und hat einen eigenen Personaleingang.
Nach dem Zweiten Weltkrieg war Haus Küchen als sogenanntes „Haus Kreutzberg“ Sitz des Britischen Hohen Kommissars im Rheinland. Anschließend wurde es ab 1952 durch die Evangelische Kirche im Rheinland genutzt, die das Gebäude zur Akademie Haus der Begegnung umbaute. Aus dieser Zeit stammen der im ehemaligen Rosengarten gebaute Wintergarten, die Kapelle sowie der Saal an der Schmalseite des Gebäudes.
Ab 2003 stand das Gebäude leer und wurde 2006 von der Teutonia Grundbesitz AG erworben, restauriert und interimsweise bis Ende 2015 als Hotel und Restaurant Residenz Uhlenhorst betrieben. Inzwischen ist die Nutzung nochmals geändert worden.  In der Villa und auf dem weitläufigen Gelände entstanden Luxuswohnungen und Einfamilienhäuser, das historische Kutscherhaus wurde ebenfalls 2016 ebenfalls restauriert. 